# Emil Isac
Emil Isac (Kolozsvár, 1886. május 17. – Kolozsvár, 1954. március 25.) román költő, publicista.

## Élete
Apja, Aurel Isac ügyvéd a Memorandum-per védőjeként vált híressé, anyja, Eliza Roșescu tanítónő volt. Az evangélikus elemi iskola és a piarista gimnázium első öt osztályának elvégzése után középfokú tanulmányait a naszódi gimnáziumban fejezte be. A kolozsvári egyetemen jogi doktorátust szerzett. Az első világháború előtt versei főként a Luceafărulban, publicisztikái részben romániai baloldali lapokban jelentek meg. Ekkoriban marxistaként jellemezte magát és kapcsolatban állt a román szociáldemokráciával.
1918-ban küldöttként vett részt a gyulafehérvári gyűlésen. 1919-ben rövid ideig Románia berni nagykövetségének sajtóattaséja, majd 1920 és 1940 között az erdélyi és bánáti színházak felügyelője volt. Közben 1925 és 1931 között esztétikát tanított a kolozsvári egyetemen. Lakása (a róla elnevezett utca 23. számú házában) ma emlékmúzeum.

## Költészete
A századelőn magányosan képviselte Erdélyben a szimbolista költészetet. A francia költők és Ady hatását mutató, gazdag zeneiségű líráját első kötetének megjelenésekor a kritika többsége elutasítással fogadta. Ilarie Chendi szerint ez a líra „pestises virág Erdély szép völgyeiből.” Miként Ady és a romániai szimbolisták, ő is fogékonyságot mutatott a szociális kérdések, a falu és a városi munkásság szegénysége iránt. Költészete később formailag a szabad verssel, tematikailag az erdélyi táj élményével bővült. Kedvelt műfaja volt az impresszionista prózavers. Jó kapcsolatot ápolt korának magyar költőivel, hiszen tökéletesen beszélt magyarul.

## Publicisztikája
1911-ben írt Ardealul demagog („A demagóg Erdély”) című vitacikkében éles hangon támadta a kor román közéletének legfőbb tekintélyeit: Iorgát „reakciós mivolta és intellektuális terrorja”, a Tribunát „tiszaista” politikai iránya, a magyarországi román politikusok fiatalabb rétegét pedig amiatt, hogy a kisebbségi jogok védelmében szerinte bűnös, soviniszta irányzatokhoz csatlakoztak. Ugyancsak bírálóan szólt a közéletet átjáró klerikalizmusról. Demokratikus eszményei a magyar polgári radikálisokhoz kapcsolják. 1913-ban Gogának a magyar kultúra „elzsidósodásáról” írt cikke és Ady erre írt válasza nyomán kibontakozott vitába bekapcsolódva elítélte Gogát nacionalista kultúrafelfogása miatt. Itt és Adyhoz írott leveleiben is a modern szemléletű magyarok és románok összefogására szólított fel.
A két világháború között is gyakran jelentetett meg pamfleteket, szatirikus cikkeket a független kultúra és a demokratikus értékek védelmében.

## Magyar irodalmi kapcsolatai

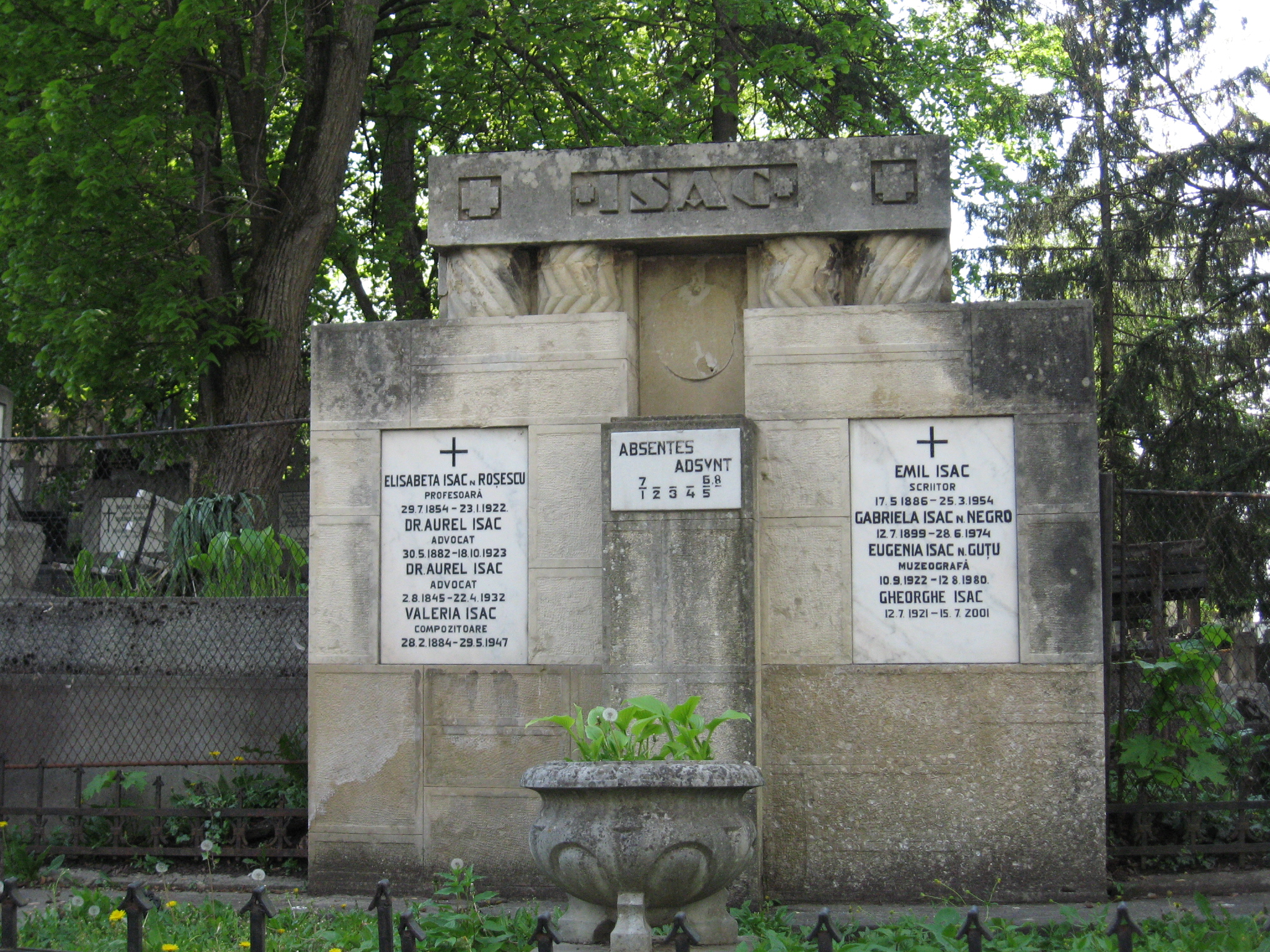
Sírja a Házsongárdi temetőben.

Első cikke az Ellenzék, első verse – magyar fordításban – a Kolozsvári Friss Újság hasábjain jelent meg. Később magyarul is írt verseket. 1909-ben Budapesten ismerkedett meg Ady Endrével, akivel haláláig levelezést folytatott, többször találkoztak kolozsvári házában és utolsó fényképét is ő készítette. Gyermekkorától barátságot ápolt Kuncz Aladárral. Babits és Kosztolányi verseit fordította, modern magyar költők verseiből antológiát szerkesztett. A két világháború között gyakran közölt tanulmányokat a magyar irodalomról.

## Művei
- Poezii. Impresii și senzații moderne ('Költemények. Benyomások és modern érzetek'). Kolozsvár, 1908
- Ardealule, Ardealule bătrân ('Erdély, öreg Erdély', prózaversek). Arad, 1916
- Poeme în proză ('Prózaversek'). Nagyvárad, 1923
- Cartea unui om ('Egy ember könyve', publicisztika). Arad, 1925
- Notițele mele ('Jegyzeteim', publicisztika). Arad, 1925
- Poeme ('Versek'). Bukarest, 1936
- Poezii ('Költemények'). Bukarest, 1937
- Opere ('Művei'). Bukarest, 1946

## Magyarul
- Őszi ének. Válogatott versek; ford. Majtényi Erik; Irodalmi, Bukarest, 1962
- Az örök dal. Költemények; vál., bev. Ion Oarcăsu, ford. Lászlóffy Csaba et al.; Dacia, Kolozsvár-Napoca, 1986